# Левін Озтунали
Левін Мете Озтунали (нім. Levin Mete Öztunali, нар. 15 березня 1996, Гамбург) — німецький футболіст, півзахисник клубу «Гамбург».

## Клубна кар'єра
Народився 15 березня 1996 року в місті Гамбург в родині дочки Уве Зеелера та турка. Навчався футболом у академії скромного клубу «Айнтрахт» (Нордерштедт), а у 2006 році він перейшов до юніорської команди «Гамбурга».
У січні 2013 року «Гамбург» запропонував йому контракт на трирічний термін. Проте, за порадою батька, Озтунали вирішив прийняти пропозицію від клубу «Баєр 04», підписавши з «фармацевтами» угоду до 30 червня 2018 року. Дебютував за команду у Бундеслізі 10 серпня 2013 року, вийшовши на заміну замість Гонсало Кастро в матчі проти «Фрайбурга» у віці 17 років і 146 днів, ставши наймолодшим в історії дебютантом команди в Бундеслізі, і 11-м наймолодшим гравцем в історії турніру. Всього в сезоні 2013/14 Левін провів п'ять матчів за леверкузенців, також виступав за другу команду клубу. У 2014 році виграв «Срібну медаль Фріца Вальтера» у категорії до 18 років.
На початку 2015 року Озтунали для отримання ігрової практики був відданий в оренду на півтора року бременському «Вердеру», де зіграв за цей час 46 матчів в усіх турнірах.
25 серпня 2016 року перейшов у «Майнц 05», підписавши 5-річну угоду. Всього відіграв за клуб з Майнца 114 матчів в національному чемпіонаті.
19 травня 2021 було оголошено, що новий сезон футболіст розпочне у складі берлінського «Уніона».

## Виступи за збірні
2010 року дебютував у складі юнацької збірної Німеччини, взяв участь у 34 іграх на юнацькому рівні, відзначившись 4 забитими голами. У складі збірної до 19 років став переможцем юнацького чемпіонату Європи 2014 року в Угорщині, увійшовши також до символічної збірної турніру. Цей результат дозволив команді пробитись і на молодіжний чемпіонат світу 2015 року, що пройшов у Новій Зеландії. Там німці дійшли до чвертьфіналу.
З 2014 року залучався до матчів молодіжної збірної Німеччини, у її складі став переможцем молодіжного чемпіонату Європи 2017 року у Польщі, а через два роки поїхав і на наступний молодіжний чемпіонат Європи 2019 року в Італії.

## Титули і досягнення
- Чемпіон Європи (U-19): 2014
- Чемпіон Європи (U-21): 2017